# Palais Łazienki
Le palais Łazienki (polonais : Pałac Łazienkowski, ou Pałac na Wyspie, ou Pałac na Wodzie) est un palais situé dans le parc Łazienki dans l'arrondissement de Śródmieście, à Varsovie. Il s'agit d'un des monuments les plus visités au monde.

## Collection

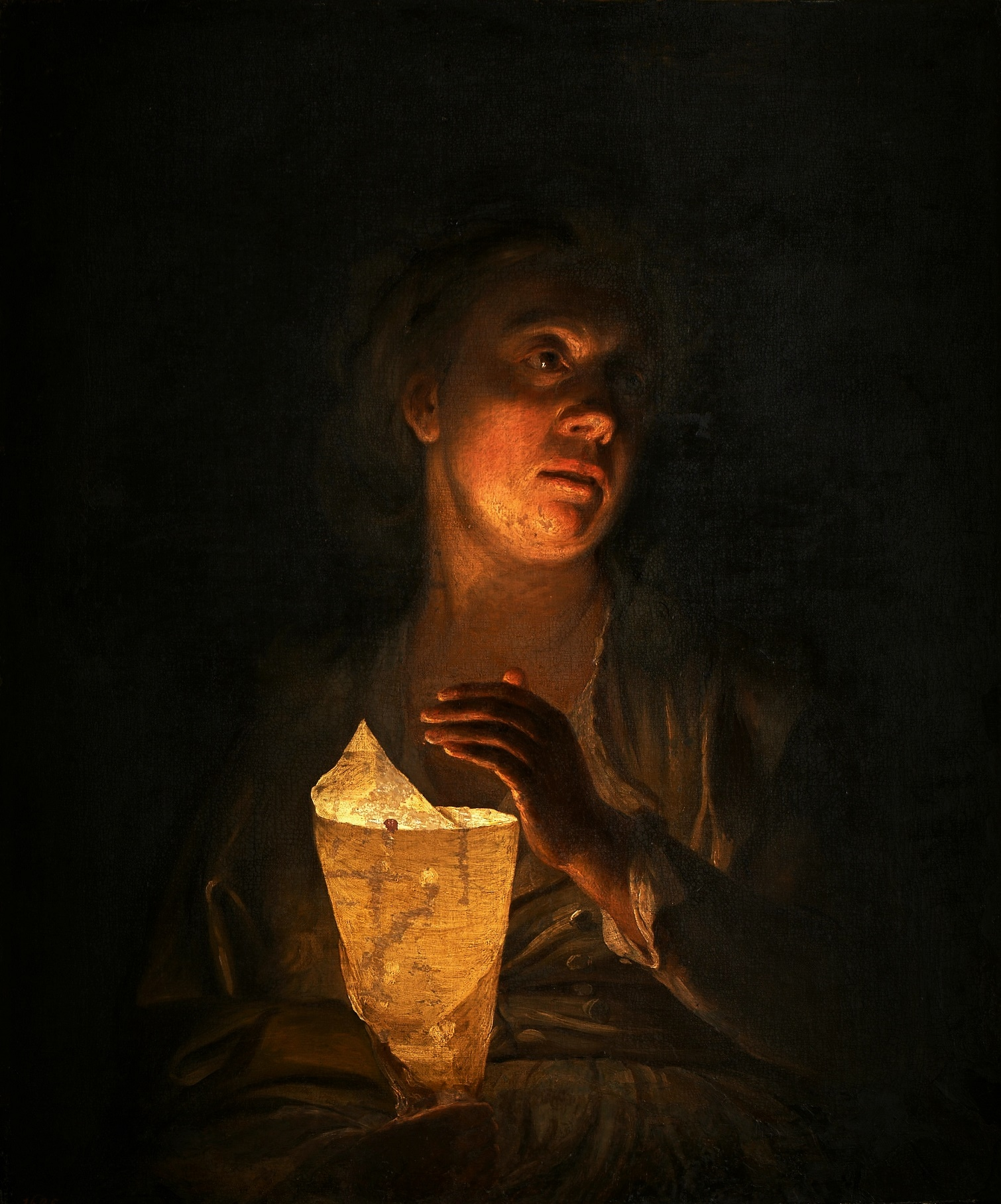
Femme avec une bougie
par Martin Ferdinand Quadal

Parmi les collections, on peut citer Femme avec une bougie du peintre autrichien néo-classique Martin Ferdinand Quadal.